# Alaoui Mohamed Taher
Alaoui Mohamed Taher (nacido el 15 de julio de 1971) es un judoca yibutiano.
Taher compitió en los Juegos Olímpicos de Verano de 1992 llevados a cabo en Barcelona. Participó en la categoría de peso ligero, y tras recibir una exención en la primera ronda, fue derrotado por el judoca israelí Oren Smajda, por lo que no avanzó a una siguiente fase.